# Missionsreisen des Paulus
Als Missionsreisen des Paulus werden die im Buch der Apostelgeschichte (Bibel, Neues Testament) beschriebenen, ausgedehnten Reisen des Paulus von Tarsus bezeichnet. Diese Reisen fanden in den Jahren 47 n. Chr. bis 56 n. Chr. statt und führten hauptsächlich durch Gebiete, die heute in der Türkei und in Griechenland liegen.
Gemäß Apg 9,15  wurde Paulus von Jesus Christus auserwählt, seinen Namen in den Nationen der Nichtjuden bekanntzumachen. Die Ausführungen von Paulus in seinen späteren Briefen (beispielsweise Gal 1,15,16  oder 1 Tim 2,7 ) zeigen, dass er sich mit dieser Aufgabe identifizierte und mit den Missionsreisen in die Tat umsetzte.
In seinem missionarischen Wirken war Paulus fortwährend von Mitarbeitern begleitet. Ohne die Unterstützung anderer Menschen hätte sein Handeln nicht dauerhaften Erfolg erbringen können. Er war zeitlebens in die verschiedensten sozialen Netzwerke eingebunden. Etwa fünfzig Menschen, die namentlich in den paulinischen Briefen und der lukanischen Apostelgeschichte erwähnt sind, können als direkte Mitarbeiter bezeichnet werden.
Zu nennen sind unter anderem folgende Frauen und Männer: Barnabas, Junia, Phoibe, Lydia, Silas und Timotheus. Unter den selbständig, aber in Zusammenarbeit mit Paulus Arbeitetenden können Priszilla und Aquila genannt werden.
Während der römischen Kaiserzeit war der Zeitraum von 30 n. Chr. bis 130 n. Chr. im Römischen Reich eine Epoche des inneren Friedens und der relativen Sicherheit (Pax Romana) sowie der stabilen wirtschaftlichen Verhältnisse. Paulus und seine Mitarbeiter profitierten beim Reisen von der gut ausgebauten Infrastruktur im Imperium Romanum, seinem Straßennetz von etwa 300.000 Kilometern, davon zirka 80.000 Kilometer gut ausgebaute Römerstraßen; bei der Lehrtätigkeit war die geringe Zahl und weite Verbreitung der Verkehrssprachen wie Latein und Griechisch (Koine) von Vorteil.

Das Imperium Romanum während der Herrscherzeit des Claudius von 41 n. Chr. bis zu seinem Tod im Jahr 54 n. Chr.

Ein weiterer wichtiger Faktor für die Ausbreitung des christlichen Glaubens war die Existenz der jüdischen Diasporagemeinden. Aber auch die religiöse Vielfalt und Toleranz im römischen Reich in dieser Epoche wirkte sich begünstigend auf die Verbreitung christlicher Inhalte aus.
Hock (1980) rekonstruierte aus den Daten der paulinischen Reisenotizen in der Apostelgeschichte, dass Paulus während seinem missionarischen Wirken fast 16.000 Kilometer auf Straßen, Wegen etc. zurückgelegt haben muss, auf denen er römischen Regierungsbeamten, Händlern, Pilgern, Kranken, Boten, entlaufenen Sklaven, Flüchtlingen, Gefangenen, Athleten, Handwerkern, Studenten u. a. m. begegnete.

## Erste Missionsreise

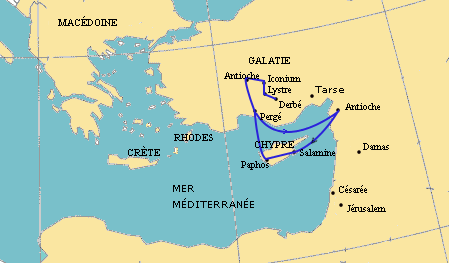
Erste Reise des Paulus, um 47 n. Chr.

Die erste Missionsreise des Paulus wird in der Bibel in Apg 13–14  beschrieben. Sie fand um das Jahr 47 statt und dauerte ungefähr ein Jahr. Ausgangs- und Endpunkt war Antiochia am Orontes, das heutige Antakya in der Türkei. Dort hatten laut Apostelgeschichte 13, 1  Paulus und Barnabas zusammen mit Lucius, Manaën und Simeon, genannt Niger als Propheten und Lehrer gewirkt. Die Gemeinde sandte sie im Auftrag des Heiligen Geists zur 1. Missionsreise aus.
Die Reise führte per Schiff und zu Fuß über Zypern sowie durch die kleinasischen Gegenden von Pamphylien, Pisidien und Galatien. Im Galaterbrief erinnert Paulus die Galater daran, dass er ihnen damals im Zustand körperlicher Schwäche gepredigt habe (Gal 4,13 ).
| Ort                   | Ereignisse | Bibelbericht |
| --------------------- | --- | ------------ |
| Antiochia am Orontes  | Paulus und Barnabas werden vom Heiligen Geist ausgewählt, das Wort Gottes weiter entfernten Gegenden zu überbringen. Die beiden machen sich in Begleitung von Barnabas’ Vetter Markus, auch Markus Johannes, zum nahe gelegenen Hafen von Seleukia Pieria auf und segeln von dort rund 200 km nach Salamis (Zypern), wo sie umgehend zu predigen beginnen. | Apg 13,1–5   |
| Paphos                | Der Zauberer Elymas versucht, den römischen Prokonsul davon abzuhalten, sich die Botschaft der drei Männer anzuhören. Paulus lässt den Magier durch Gott erblinden, worauf der Prokonsul den Glauben annimmt. | Apg 13,6–12  |
| Perge                 | Die Männer segeln rund 250 km im nördliche Richtung nach Perge in Pamphylien. Markus trennt sich dort aus ungenannten Gründen von der Reisegruppe. Dieser Vorfall führt später bei der Planung der zweiten Missionsreise zu großem Streit zwischen Paulus und Barnabas, ob man Markus erneut mit auf die Reise nehmen sollte. | Apg 13,13    |
| Antiochia in Pisidien | Paulus und Barnabas nehmen den Weg über Pässe ins 1.100 m hoch gelegene Antiochia in Pisidien. In Antiochia angekommen, reden die beiden am Sabbat in einer Synagoge auf Aufforderung des Synagogenvorstehers zu den Anwesenden. Paulus beschreibt die Geschichte der Israeliten vom Auszug aus Ägypten bis zum Tod von Jesus Christus und wie dadurch die Sündenvergebung ermöglicht wurde. Die Zuhörer sind begeistert und wünschen weitere Ausführungen am darauffolgenden Sabbat. Viele bekennen sich zum Christentum. Die unbekehrten Juden werden eifersüchtig, als sich eine Woche später „fast die ganze Stadt“ versammelt, um den beiden Männern zuzuhören. Sie hetzen die Elite der Stadt gegen die beiden auf und vertreiben sie aus der Stadt. | Apg 13,14–52 |
| Ikonion               | Die Reise führt weiter nach Ikonion, wo Paulus und Barnabas erneut in der Synagoge predigen. Die Botschaft wird von einigen positiv aufgenommen, während andere die beiden Prediger steinigen wollen. Um der Gefahr zu entkommen, reisen die beiden weiter in die Städte der näheren Umgebung. | Apg 14,1–6   |
| Lystra                | Paulus heilt durch ein Wunder einen gelähmten Mann, worauf die Stadtbewohner Barnabas als Zeus und Paulus als Hermes betrachten und sich kaum davon abhalten lassen, den beiden Schlachtopfer darzubringen. Bald treffen jedoch Juden aus dem zuvor besuchten Ikonion ein, welche die Bewohner von Lystra überreden, dass die beiden Männer getötet werden sollten. Paulus wird gesteinigt und vermeintlich tot aus der Stadt geschleppt. Die Christen, die davon hören, kümmern sich um Paulus, welcher gemeinsam mit Barnabas bereits am nächsten Tag weiterreist. | Apg 14,7–20  |
| Derbe                 | Paulus und Barnabas predigen in Derbe, östlich von Lystra, wo wiederum viele den Glauben annehmen. | Apg 14,20–21 |
|                       | Auf der Rückreise besuchen Paulus und Barnabas erneut Lystra und Ikonion, wo sie zuvor mit dem Tod bedroht wurden, wie auch Antiochia in Pisidien. Sie ernennen Älteste in den jeweiligen Gemeinden vor Ort. Anschließend segeln sie zurück nach Antiochia, dem Ausgangspunkt der Reise. | Apg 14,22–28 |

## Zweite Missionsreise

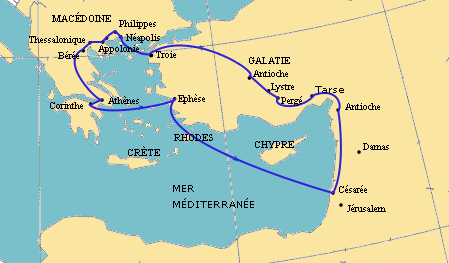
Zweite Reise des Paulus, um 49 n. Chr. bis 52 n. Chr.

Die zweite Missionsreise des Paulus wird in der Bibel in Apg 15–18  beschrieben. Die Reise fand ungefähr in den Jahren 49 bis 52 statt. Ausgangs- und Endpunkt war Jerusalem. Die Reise führte durch die Städte in Kleinasien, welche bereits auf der ersten Missionsreise besucht worden waren sowie durch weite Teile des heutigen Griechenlands. Route und Dauer waren nicht im Voraus geplant, sondern wurden von Ereignissen unterwegs bestimmt. Eine in Delphi gefundene Inschrift über den Prokonsul Lucius Iunius Gallio Annaeanus aus der römischen Provinz Achaea, datiert auf den Sommer 52 n. Chr., gibt einen Anhalt dafür, dass Paulus im Jahr 50 n. Chr. in Korinth angekommen sein muss. Paulus hatte zu Gallio Kontakt (Apg 18,12–17 ).
| Ort                  | Ereignisse | Bibelbericht |
| -------------------- | --- | ------------ |
| Jerusalem            | Paulus und Barnabas werden von der Ältestenschaft in Jerusalem ausgewählt, gemeinsam mit Silas und Judas Barsabbas den Brief mit deren Entscheid zur Unnötigkeit der Beschneidung der Gemeinde von Antiochia in Pisidien zu überbringen. | Apg 15,22–35 |
| Antiochia am Orontes | Paulus und Barnabas ermuntern die Christen während einiger Tage, bis Paulus den Vorschlag macht, die besuchten Städte der ersten Missionsreise wieder aufzusuchen, um nach dem Wohlergehen der dortigen Christen zu schauen. Barnabas ist einverstanden, besteht jedoch darauf, seinen Vetter Markus mitzunehmen. Paulus ist dagegen, da Markus die beiden auf der ersten Missionsreise schon früh verlassen hatte. Es kommt „zu einer heftigen Auseinandersetzung“, so dass sich die beiden Männer trennen. Barnabas segelt mit Markus nach Zypern. Paulus bereist seine geplante Route durch Kilikien über Derbe nach Lystra gemeinsam mit Silas. | Apg 15,36–40 |
| Lystra               | Paulus trifft auf den jungen Halbgriechen Timotheus, welcher in der Region einen guten Ruf genießt, und wählt sich diesen als weiteren Reisegefährten aus. Obwohl kein Erfordernis mehr, lässt Paulus Timotheus beschneiden, um im weiteren Reiseverlauf den Juden vorbehaltslos das Christentum predigen zu können. | Apg 16,1–5   |
|                      | Die Gruppe reist durch Phrygien, Galatien und Mysien und bemüht sich mehrmals, bestimmte Ziele, beispielsweise Bithynien am Schwarzen Meer, zu erreichen, was ihr jedoch durch den heiligen Geist verwehrt wird. | Apg 16,6–8   |
| Troas                | Paulus hat in der Nacht eine Vision, in welcher er aufgefordert wird, nach Makedonien zu reisen. Paulus ist überzeugt, dass dies ein Auftrag von Gott ist und die Gruppe macht sich umgehend mit dem Segelboot auf den Weg. Ab diesem Zeitpunkt gehört auch Lukas, der Schreiber der Apostelgeschichte, für einige Zeit zum Reisetrupp, was nach Meinung einiger Ausleger am Wechsel des Schreibstils von der dritten zur ersten Person Plural ersichtlich sei. | Apg 16,9,10  |
| Philippi             | In Makedonien angelangt trifft Paulus auf Lydia, eine Purpurhändlerin. Sie nimmt den christlichen Glauben an, als erste bekannte Person auf europäischem Boden, und lässt die Reisegruppe bei sich wohnen. Wie aus Apg 16,40 hervorgeht, beherbergt sie von da an auch christlichen Zusammenkünfte in ihrem Haus. Paulus treibt aus einem Mädchen einen Dämon aus, welcher es zur Wahrsagerei befähigte. Da den Herren des Mädchen nun eine ertragreiche Einkommensquelle entgeht, schleppen sie Paulus und Silas vor die Magistraten der Stadt. Die lassen die beiden mit Ruten schlagen und anschließend an den Stock gelegt ins Gefängnis werfen. Paulus und Silas singen Loblieder für Gott, als um Mitternacht ein Erdbeben das Gefängnis erschüttert, so dass sich sämtliche Türen und Fesseln öffnen. Der Gefängnisaufseher wacht auf und will sich das Leben nehmen, da er denkt, die Gefangenen seien entflohen. Als Paulus und Silas ihn wissen lassen, dass sie noch da sind, lädt er die beiden zu sich nach Hause ein, versorgt ihre Wunden und nimmt er das Christentum an. Am Morgen verlangen die Magistrate die Herausgabe von Paulus und Silas. Diese berufen sich auf ihre Rechte als Römer und klagen die Magistraten der widerrechtlichen Bestrafung am Vortag an. Die Stadtvorsteher begleiten die beiden Männer daraufhin persönlich aus der Stadt in die Freiheit. | Apg 16,11–40 |
| Thessalonich         | Die Männer reisen über Amphipolis und Apollonia nach Thessalonich, wo sie mehrmals in der Synagoge predigen, woraufhin eine große Anzahl der Zuhörer den Glauben annehmen, darunter auch prominente Frauen der Stadt. Juden, die eifersüchtig auf den Erfolg sind, organisieren eine Pöbelrotte und nehmen Jason gefangen, bei welchem sich Paulus und Silas zuvor aufhielten. Sie schleppen ihn, zusammen mit anderen Christen, zu den Stadtvorstehern, wo sie Anklage wegen Volksaufwiegelung und Untreue gegenüber dem Kaiser erheben. Paulus und Silas verlassen die Stadt bei Nacht. Die Stadtvorsteher gehen nicht näher auf die Anklage ein. | Apg 17,1–9   |
| Beröa                | In Beröa erweisen sich die Juden als „freundlicher als die in Thessalonich“ und zeigen großes Interesse an den christlichen Schriften. Wiederum nehmen viele den Glauben an. Als die Juden in Thessalonich davon hören, kommen sie nach Beröa, um auch hier die Menge gegen die Christen aufzuwiegeln. Paulus reist ab in Richtung Meer, während Silas und Timotheus noch in der Stadt bleiben. | Apg 17,10–15 |
| Athen                | Paulus reist mit dem Schiff nach Athen, wo er auf den Rest der Reisegruppe warten will. Er ist entsetzt über das dortige Ausmaß des Götzendienstes. Entsprechend seiner Gewohnheit unterhält er sich in der Synagoge und auf dem Marktplatz mit den Menschen. Dabei trifft er auch auf Epikureer und Stoiker, welche ihn skeptisch belächeln. Sie führen ihn zum Areopag, dem höchsten Rat der Stadt, wo er sich erklären soll. Paulus hält ein Rede, in welcher er mit viel Feingefühl die Athener abholt. Er lobt sie dafür, dass sie „besonders fromme Menschen“ seien. Dann macht er den Rat darauf aufmerksam, dass die Stadt auch Tempel mit der Aufschrift Einem unbekannten Gott erbauen ließ und die Athener somit anerkennen, dass es einen Gott geben mag, den sie noch nicht kennen. Um von diesem Gott zu erzählen, sei er nach Athen gekommen. Paulus erwähnt, dass Gott die Erde und die Menschen erschaffen hat und sich wünscht, dass Menschen seine Nähe suchen. Er schlussfolgert, dass die Erstellung von Götzenbildern unsinnig sei und nun die Zeit gekommen sei, zu bereuen und umzukehren. Paulus kündigt den Gerichtstag Gottes sowie die darauffolgende Auferstehung der Toten an. Einige Zuhörer spotten über diese Rede, andere zeigen Interesse. Ein paar Athener nehmen das Christentum an.                                                                  | Apg 17,16–34 |
| Korinth              | Paulus reist weiter in südliche Richtung nach Korinth, wo er Priscilla und Aquila kennenlernt. Er wohnt bei dem Ehepaar und arbeitet gemeinsam mit den beiden als Zeltmacher. An den Sabbaten predigt er in der Synagoge. Silas und Timotheus treffen aus Mazedonien ein. Wie aus 2. Kor. 11,9 hervorgeht, bringen sie Spenden mit, die es Paulus ermöglichen, sich wieder voll auf das Predigen zu konzentrieren. Da er in der Synagoge auf heftige Ablehnung stößt, verlegt er das Zentrum seines Tuns in das an die Synagoge angrenzende Haus des Titius Justus. Dennoch werden der lokale Synagogenvorsteher Krispus sowie viele weitere Korinther zu Christen. Paulus wird in einer Vision von Gott aufgefordert, in der Stadt zu bleiben und furchtlos weiterzupredigen. Paulus bleibt daraufhin sechs weitere Monate in Korinth. In dieser Zeit wird er der illegalen Proselytenmacherei angeklagt und vor Gericht gebracht. Der zuständige Magistrat Gallio spricht Paulus frei. | Apg 18,1–17  |
| Ephesus              | Paulus reist gemeinsam mit Priscilla und Aquila mit dem Schiff durch die Ägäis nach Ephesus. Dort trennen sich das Ehepaar und Paulus. Dieser besucht wiederum die Synagoge, um sich dort mit den Juden zu unterreden. Obwohl ihn diese bitten, zu bleiben, reist Paulus nach kurzer Zeit schon wieder ab. | Apg 18,18–21 |
|                      | Paulus legt in Cäsarea an und macht einen Abstecher nach Jerusalem, um die dortige Gemeinde zu besuchen. Dann kehrt er zurück in sein Zuhause in Antiochia. | Apg 18,22    |

## Dritte Missionsreise

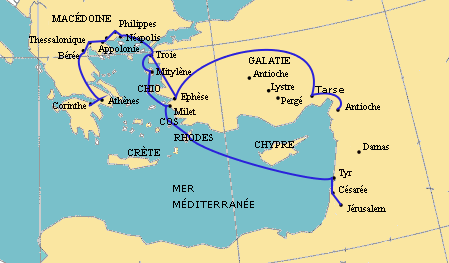
Dritte Reise des Paulus, um 52 bis 56

Die dritte Missionsreise des Paulus wird in Apg 18–21  beschrieben. Sie fand ungefähr in den Jahren 52 bis 56 statt und führte zu einem großen Teil durch dieselben Gegenden wie die zweite Missionsreise. Ausgangspunkt war Antiochia am Orontes, der Endpunkt Jerusalem. Dort wurde Paulus 58 n. Chr. von toratreuen Juden vor dem Prokurator Porcius Festus wegen Verletzung jüdisch-religiöser Gesetze angeklagt.
| Ort                  | Ereignisse | Bibelbericht       |
| -------------------- | --- | ------------------ |
| Antiochia am Orontes | Paulus kehrte zunächst zurück nach Ephesus. Er wählt den rund 1.600 km langen Landweg durch Galatien und Phrygien, um die noch jungen Christengemeinden aufzusuchen. | Apg 18,23 Apg 19,1 |
| Ephesus              | In Ephesus angelangt trifft Paulus auf zwölf Männer, die sich als Nachfolger von Johannes dem Täufer betrachten. Paulus belehrt sie über Jesus Christus, worauf der heilige Geist über die Männer kommt. Paulus predigt drei Monate in der lokalen Synagoge. Da er dabei auf Widerstand trifft, verlegt er seine Vorträge in den Hörsaal einer Schule, wo er weitere zwei Jahre predigt, in welcher Zeit sich seine Botschaft in der gesamten Provinz herumspricht. Paulus heilt auch Kranke und treibt Dämonen aus. Die sieben Söhne des jüdischen Oberpriesters Skeva versuchen, es ihm gleichzutun. Der Dämon antwortet jedoch, nur Jesus und Paulus zu kennen und veranlasst den von ihm besessenen Mann, die sieben anzugreifen und zu verwunden. Als Folge bekennen sich viele Juden und Griechen zum Christentum und verbrennen ihre Bücher über Magie. Demetrius, ein Händler von Devotionalien des Artemis-Tempels, stellt fest, dass die zum Christentum konvertierten Bewohner seine Erzeugnisse nicht mehr kaufen. Er wiegelt die Bewohner auf, welche Gajus und Aristarchus, zwei Gefährten des Paulus, in das Theater schleppen. Dort bricht ein großes Durcheinander und Geschrei aus. Viele Anwesende wissen gar nicht, was der Grund für den Aufruhr ist. Paulus will selbst auch ins Theater, wird jedoch von den Christen und ihm wohlgesinnten Beamten davon abgehalten. Das Volk skandiert zwei Stunden lang „Groß ist die Artemis von Ephesus!“, dann löst der Stadtschreiber die Versammlung auf mit dem Argument, die Veranstaltung könne den Zorn Roms wecken. | Apg 19,1–41        |
| Mazedonien           | Paulus reist weiter nach Mazedonien, wo er sich ungefähr ein Jahr aufhält. In dieser Zeit besucht ihn Titus und berichtet, dass die Christen in Korinth positiv auf seinen ersten Brief reagiert haben. Darauf schreibt Paulus den 2. Korintherbrief, in dem er auch das Hilfswerk zu Gunsten der Mangel leidenden Christen in Jerusalem und die Spendefreudigkeit der Mazedonier rühmt. Paulus will mit dem Schiff zurück an seinen Ursprungsort in Syrien reisen, vermutlich um die Hilfsgelder an ihren Bestimmungsort zu bringen. Doch er erfährt, dass ein Anschlag auf ihn geplant wurde, und beschließt daher, statt direkt übers Mittelmeer wiederum durch Mazedonien zurückzukehren. | Apg 20,1–4         |
| Troas                | In Troas trifft Paulus seine Begleiter, die ihm vorausgereist waren. Er hält in der lokalen Gemeinde einen ausgedehnten Vortrag, welcher bis nach Mitternacht dauert – zu lang für Eutychus, welcher am Fenster sitzend einschläft und drei Stockwerke tief in den Tod stürzt. Paulus eilt die Treppe hinunter und bringt den jungen Mann ins Leben zurück. | Apg 20,5–12        |
| Milet                | Paulus reist zu Schiff nun eilig weiter, um zum Pfingstfest in Jerusalem zu sein. Statt in Ephesus trifft er sich mit den dortigen Ältesten im nahegelegenen Milet. In seiner Abschiedsrede ermahnt er sie, wach zu bleiben und gut zur Versammlung zu schauen, da schon bald „reißende Wölfe bei euch eindringen und die Herde nicht schonen“ werden. Er fordert sie auf, sein Beispiel nachzuahmen, deutet aber auch an, dass ihn in Jerusalem Unheil erwarten könne. In einem emotionalen Abschied wird Paulus zurück aufs Schiff begleitet. | Apg 20,13–37       |
| Tyrus                | Eilig segelt Paulus in zwei verschiedenen Schiffen weiter nach Tyrus. Während das Schiff dort seine Fracht ablädt, besucht er mit seinen Gefährten die lokalen Christen. Vom heiligen Geist geleitet warnen diese ihn, dass ihm in Jerusalem Gefahr drohe. | Apg 21,1–6         |
| Cäsarea              | Über Ptolemais (heute Akkon) gelangt Paulus nach Cäsarea, wo er vom Propheten Agabus aufgesucht wird. Dieser nimmt sich den Gürtel von Paulus, bindet sich damit Füße und Hände und kündigt an, dass Paulus in Jerusalem in Haft genommen werde. Lukas und die anderen Gefährten beschwören Paulus daraufhin, von der Weiterreise nach Jerusalem abzusehen. Paulus lehnt das entschlossen ab und erklärt: „Ich bin bereit, mich in Jerusalem für den Namen Jesu, des Herrn, fesseln zu lassen und sogar zu sterben.“ | Apg 21,7–14        |
| Jerusalem            | Paulus reist nach Jerusalem und wird von den Christen freudig aufgenommen. Als er sich mit einigen Judenchristen einer zeremoniellen Reinigung im Tempel unterzieht, kommt es zu einem gewalttätigen Aufstand gegen ihn, durch den er in römische Gefangenschaft gerät. | Apg 21,15–33       |

## Vierte Reise
Nach seiner Anklage in Jerusalem appellierte Paulus an das kaiserliche Gericht in Rom. Daraufhin wurde er dorthin überstellt, und man ließ ihn unter Hausarrest lange auf seinen Prozess warten. Wahrscheinlich starb er im Jahr 64 n. Chr. unter Kaiser Nero bei der allgemeinen Christenverfolgung nach dem Brand Roms
(1 Clem 5,5-7).